# Roche-en-Forez
Roche-en-Forez es una comune francesa situada en el departamento de Loira, en la región de Auvernia-Ródano-Alpes.
La comuna fue nombrada Roche hasta el 31 de diciembre de 2024.

## Demografía
| 386 | 376 | 320 | 316 | 287 | 253 | 253 |
| Para los censos de 1962 a 1999 la población legal corresponde a la población sin duplicidades (Fuente: INSEE [Consultar]) |     |     |     |     |     |     |